# Reint Laan (politicus)
Reint Laan (Velsen, 10 december 1914 – Rotterdam, 3 november 1993) was een Nederlands politicus van de PvdA.

## Levensloop
Laan werd geboren als zoon van Reint Laan (1890-1975; machinist op een sleepboot en later vakbondsbestuurder) en Adriana Anna Melker (1890-1969). Reint Laan jr. kwam in 1934 van de kweekschool in Dordrecht. Hij is korte tijd onderwijzer geweest maar ook docent bij vakbondskaderscholen in Rotterdam en Schiedam.
In 1939 werd Laan functionaris bij de Centrale Bond van Transportarbeiders (CBT) in Delfzijl. Twee jaar later bemoeiden de Duitse bezetters zich steeds meer met de vakbeweging en toen maakte hij de overstap naar het Algemeen Provinciaal Ziekenfonds (APZ) in Groningen waar hij ging werken als controleur.
Net als zijn ouders was hij betrokken bij de plaatselijke politiek (beide ouders zijn gemeenteraadslid geweest) Eind 1945 kwam Laan in de noodgemeenteraad van Delfzijl waar hij ook wethouder werd. Daarnaast was hij in die tijd CBT-districtsbestuurder voor Groningen, Friesland, Drenthe en Overijssel.
In 1947 ging hij naar Amsterdam waar hij werkzaam was als CBT bestuurslid. Daarnaast was hij vanaf 1949 twee jaar lid van de Amsterdamse gemeenteraad. In 1951 ging hij naar Rotterdam waar hij algemeen secretaris hoofdbestuur CBT werd en vanaf 1955 was hij internationaal secretaris. Daarnaast was hij vanaf 1958 drie jaar gemeentraadslid in Rotterdam waar hij fractievoorzitter werd.
In 1961 vertrok Laan naar Londen vanwege zijn benoeming tot directeur regionale zaken bij de Internationale Transportarbeiders Federatie (ITF). Twee jaar later keerde hij terug naar Nederland waar hij adviseur werd bij de Rotterdamse haven. Begin 1964 kwam hij tussentijds in de Tweede Kamer als opvolger van zijn partijgenoot F.J. Kranenburg die commissaris van de Koningin in Noord-Holland was geworden. Vanaf 1965 was hij daarnaast lid van het Europees Parlement, de Rijnmondraad en de Rotterdamse gemeenteraad.
In 1968 gaf Laan die functies op om burgemeester van Zaandam te worden. Zes jaar later fuseerde Zaandam met enkele andere gemeenten tot de gemeente Zaanstad waarvan hij de burgemeester werd. In april 1979, ruim een half jaar voor hij met pensioen zou kunnen gaan, eindigde zijn burgemeesterschap en volgde hij J. Bosma op als president-commissaris van de Noordelijke Ontwikkelingsmaatschappij (NOM). Laan overleed in 1993 op 78-jarige leeftijd.

## Reint Laan Fonds
Bij Laans afscheid als burgemeester in 1979, werd het geld voor zijn afscheidscadeau gestort in een fonds dat in 1978 werd opgericht  'voor de bekostiging van uitgaven van het Gemeentearchief Zaanstad '. Enkele jaren later werd dit fonds naar hem vernoemd. Anno 2023 is dit fonds subsidieverstrekker voor publicaties over de cultuur en/of geschiedenis van de Zaanstreek en haar bewoners.

## Trivia
- Laan was de vader van onderzoeksjournalist, hoofdredacteur en schrijver Geert-Jan Laan (1943-2023).[1]

- Biografisch Portaal: 15202246
- Parlement.com: vg09ll2mh808